# 2015년 세계 종목별 스피드스케이팅 선수권 대회
2015년 세계 종목별 스피드 스케이팅 선수권 대회는 국제빙상경기연맹(ISU)에서 주관하는 세계 규모의 스피드 스케이팅 경기 대회로 네덜란드 헤이렌베인의 티알프에서 2015년 2월 12일 ~ 2월 15일 개최되었다.

## 일정 및 종목
- 2월 12일 : 남자 10000m·여자 3000m
- 2월 13일 : 남자 1500m·남자 팀추월·여자 1000m·여자5000m
- 2월 14일 : 남자 1000m·남자 5000m·여자 500m·여자 팀추월
- 2월 15일 : 남자 500m·남자 매스스타트·여자 1500m·여자 매스스타트

## 입상자 목록

### 남자부
| 종목       | 금                                                  | 금       | 은                                           | 은       | 동                            | 동       |
| ---------- | --------------------------------------------------- | -------- | -------------------------------------------- | -------- | ----------------------------- | -------- |
| 500 m      | 파벨 쿨리즈니코프 러시아                            | 1:08.931 | 미헐 뮐더르 네덜란드                         | 1:09.622 | 로랑 뒤브뢰이유 캐나다        | 1:09.723 |
| 1000 m     | 샤니 데이비스 미국                                  | 1:08.57  | 파벨 쿨리즈니코프 러시아                     | 1:08.61  | 콀트 나위스 네덜란드          | 1:08.71  |
| 1500 m     | 데니스 유스코프 러시아                              | 1:43.36  | 데니 모리슨 캐나다                           | 1:45.08  | 쿤 페르베이 네덜란드          | 1:45.15  |
| 5000 m     | 스벤 크라머르 네덜란드                              | 6:09.65  | 요릿 베르흐스마 네덜란드                     | 6:11.53  | 다우버 더 프리스 네덜란드     | 6:18.24  |
| 10000 m    | 요릿 베르흐스마 네덜란드                            | 12:54.82 | 에릭 얀 코이만 네덜란드                      | 13:02.57 | 파트리크 베케르트 독일        | 13:10.95 |
| 팀 추월    | 네덜란드 스벤 크라머르 쿤 페르베이 다우버 더 프리스 | 3:41.40  | 캐나다 테드잰 블루먼 데니 모리슨 조던 벨쇼스 | 3:44.09  | 대한민국 이승훈 김철민 고병욱 | 3:44.96  |
| 매스스타트 | 아리얀 스트루팅아 네덜란드                          |          | 파비오 프란콜리니 이탈리아                   |          | 알렉시 콩탱 프랑스            |          |